# Panoteriai
Panoteriai is een plaats in het Litouwse district Kaunas. De plaats telt 399 inwoners (2001).